# Vivre malgré tout
Pour plus de détails, voir Fiche technique et Distribution.
Vivre malgré tout (On Thin Ice) est un téléfilm américano-canadien réalisé par David Attwood et diffusé le 3 novembre 2003 sur Lifetime.

## Synopsis
Basée sur une histoire vraie, l'intrigue raconte la vie de la famille McCartle. Patsy (Diane Keaton), la mère, élève ses deux fils avec difficulté depuis la mort de son mari. L'argent est dur à trouver et pourtant, la courageuse femme arrive à payer l'assurance de sa voiture, les factures ainsi que les médicaments d'un de ses enfants, asthmatique. Mais au fur et à mesure, elle commence à perdre son énergie et se fait dépasser par les évènements. C'est alors qu'elle va se rapprocher d'une ancienne amie qui va l'entraîner dans le commerce de la drogue, un marché très lucratif. Patsy gagne de l'argent supplémentaire mais va devenir dépendante aux drogues. Très vite, elle va déchanter…

## Fiche technique
- Titre francophone : Vivre malgré tout
- Titre original : On Thin Ice
- Titre alternatif : Breaking Through
- Réalisation : David Attwood
- Scénario : Wesley Bishop, d'après une histoire vraie
- Production : Josette Perrotta, Stanley M. Brooks (producteur délégué), Diane Keaton (productrice déléguée), Bill Robinson (producteur délégué), Kevin Foster (coproducteur), Scott W. Anderson (coproducteur délégué) et Damian Ganczewski (coproducteur délégué)
- Société de distribution : Once Upon a Time Films
- Compositeur : John Altman	et Rosey
- Photographie : Jeff Jur
- Montage : Tim Wellburn
- Durée : 86 minutes
- Pays d'origine :  États-Unis et  Canada
- Langue originale : anglais
- Genre : Drame
- Dates de diffusion :
  -  États-Unis : 3 novembre 2003
  -  Suisse : 24 janvier 2004

## Distribution
- Diane Keaton (VF : Béatrice Delfe) : Patsy McCartle
- Colin Roberts : Kevin McCartle
- Michael Seater : Jason McCartle
- Lynda Boyd (en) : Carrie Kilmer
- Ty Wood : Nate Kilmer
- Lothaire Bluteau : Will
- Michael Lawrenchuk : Wally Hall
- Marina Stephenson Kerr : La pharmacienne